# Hank Williams sr.
Hiram King (Hank) Williams sr. (Mount Olive (Alabama), 17 september 1923 - bij Knoxville (Tennessee), 1 januari 1953) was een Amerikaans countryzanger en singer-songwriter. Hij is, ondanks zijn korte levensloop, een van de meest succesvolle artiesten. Op 29-jarige leeftijd overleed hij aan een overdosis morfine en alcohol.

## Biografie

### Jeugd

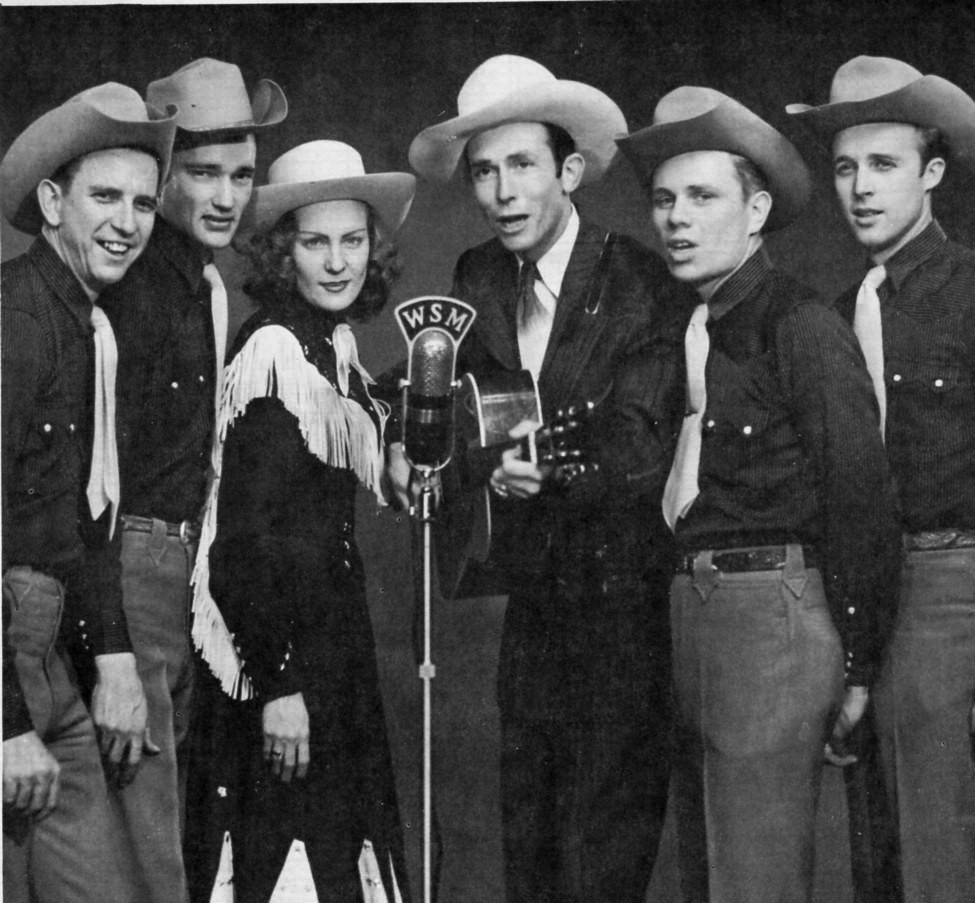
Hank Williams and The Drifting Cowboys

Hank Williams werd geboren in Mount Olive in de zuidelijke staat Alabama. Zijn vader was een veteraan uit de Eerste Wereldoorlog.
Vanaf jonge leeftijd was Williams geïnteresseerd in de muziek. Toen hij acht was, kochten zijn moeder en tante een tweedehands gitaar voor 3,50 dollar, voor die tijd een groot bedrag. In datzelfde jaar leerde hij Rufus Payne (bijnaam: Tee Tot) kennen, een gitarist die op straat bluesmuziek speelde. Williams trok veel met hem op en heeft veel van hem geleerd. Gospelmuziek en rhythm and blues hadden grote invloed op zijn muziek. Op zijn veertiende richtte Williams met enkele jeugdvrienden The Drifting Cowboys op, de band die hem gedurende zijn gehele carrière zou begeleiden.

### Opmars
Zijn talent bleef niet lang onopgemerkt en al snel hadden The Drifting Cowboys een wekelijkse show op een lokale radiozender. Vanwege het moeilijke bestaan als muzikant in de jaren dertig stopte Williams tijdelijk met de muziek om te gaan werken op een scheepswerf. Zijn moeder haalde hem over terug te keren in de muziek en nam de taak van manager op zich.
De combinatie van het doorzettingsvermogen van zijn moeder en Williams' talent leverde succes op. Rond 1940 was hij de populairste artiest in de regio. In 1943 ontmoette hij Audrey Mae Shephard op een medicine show. Hij schreef veel nummers over hun relatie.
In 1946 vertrokken Williams en Shephard naar Nashville waar ze platenbaas Fred Rose ontmoetten. Rose wilde Hank Williams geen platencontract aanbieden, maar hem enkel als liedjesschrijver in dienst nemen. Binnen een dag kwam Williams met de eerste tekst A Mansion on the Hill en gaf Rose hem direct een contract voor een half jaar.

### Contract

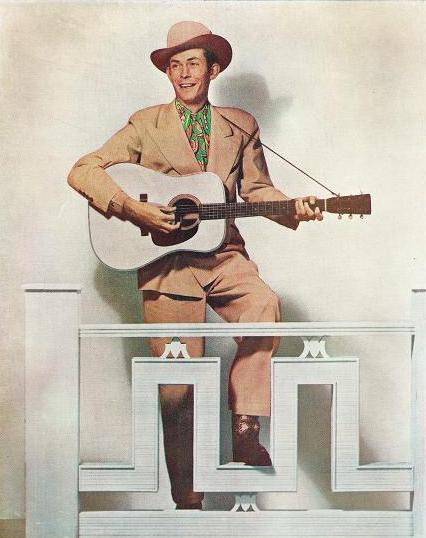
Williams in 1951

Williams kreeg via Fred Rose een platencontract bij MGM Records en de eerste release Move it on over werd een hit in de country- en popcharts. De mix van hillbilly, boogiewoogie en blues, met de inbreng van sessiemuzikanten met een jazzachtergrond, bleek commercieel succesvol. In de tweede helft van de jaren veertig werd Williams steeds beroemder. Zijn gospelhit I saw the light uit 1948 zou later door veel collega-artiesten worden gecoverd.
Williams' gedrag bracht echter problemen met zich mee. Hij had een drankverslaving en kwam regelmatig niet of te laat opdagen voor concerten. Audrey Mae Shephard vroeg echtscheiding aan en ook Fred Rose trok zijn handen van hem af. Het succes van zijn singles werd ook wat minder.
Rond 1949 probeerde Williams zijn leven weer op de rails te krijgen. De relatie met Shephard trok bij, en ook met Rose werd weer samengewerkt. Hij raakte ondertussen echter verslaafd aan morfine. In datzelfde jaar werd Lovesick Blues uitgebracht, wat Williams' grote doorbraak en de eerste van twaalf Amerikaanse nummer 1-hits betekende. Het nummer bleef vier maanden op één in de Amerikaanse hitlijst. Ook internationaal had hij succes en hij toerde kort door Europa en Japan.

### Neergang

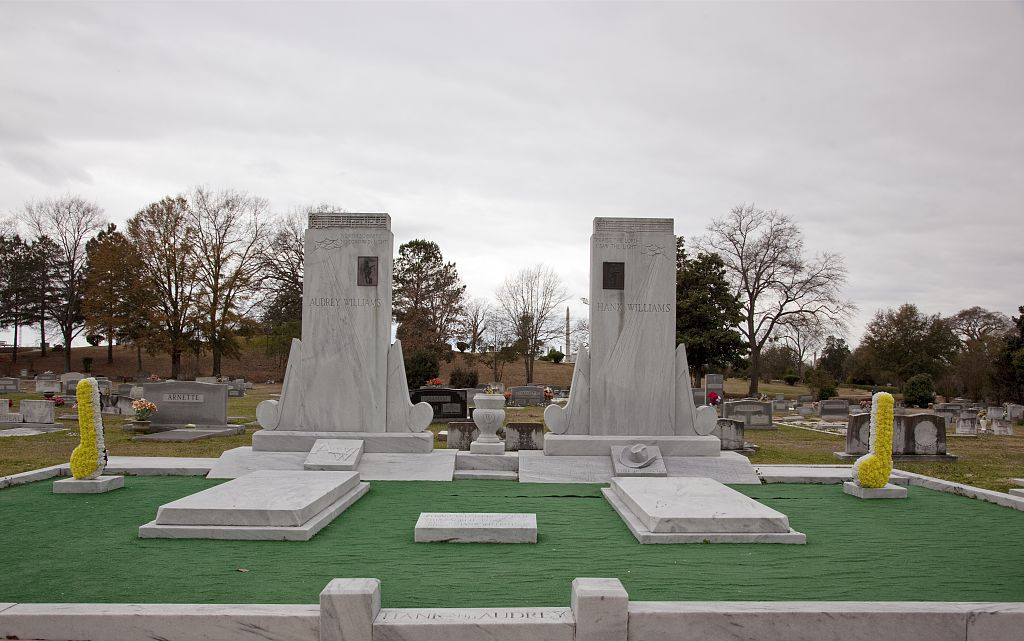
Het graf van Hank Williams en Audrey

Hij bleef verslaafd aan drank en morfine, waardoor zijn huwelijk met Shephard definitief strandde. Grote concertzalen zegden het vertrouwen in hem op en annuleerden geplande concerten. Ook The Drifting Cowboys verlieten hem. De laatste twee jaar van zijn leven bleef hij voornamelijk in kleinere honky-tonkbars spelen, met haastig bijeengeharkte muzikanten. In 1952 trad hij in het huwelijk met Billie Jean Jones Eshliman (een jonge countryzangeres, later bekend als Billie Jean Horton). In dat jaar belandde hij een maand in de gevangenis voor openbare dronkenschap.
Op nieuwjaarsnacht 1953, op de achterbank van de Cadillac die hem naar het volgende optreden zou brengen, overleed Hank Williams aan een overdosis pijnstillers en morfine. Naar zijn begrafenis in Alabama kwamen meer dan 30.000 mensen, het hoogste aantal dat ooit een begrafenis heeft bijgewoond in die staat.
Hij ligt begraven aan de zijde van zijn ex-vrouw Audrey op de begraafplaats Oakwood Annex in Montgomery, Alabama.
Williams liet een drieënhalf jarige zoon Hank jr. achter. Veel later bleek dat hij ook een dochter Antha Belle Jett had, die vijf dagen na zijn dood werd geboren. Ze werd bekend als de countryzangeres Jett Williams.

## Eerbetoon

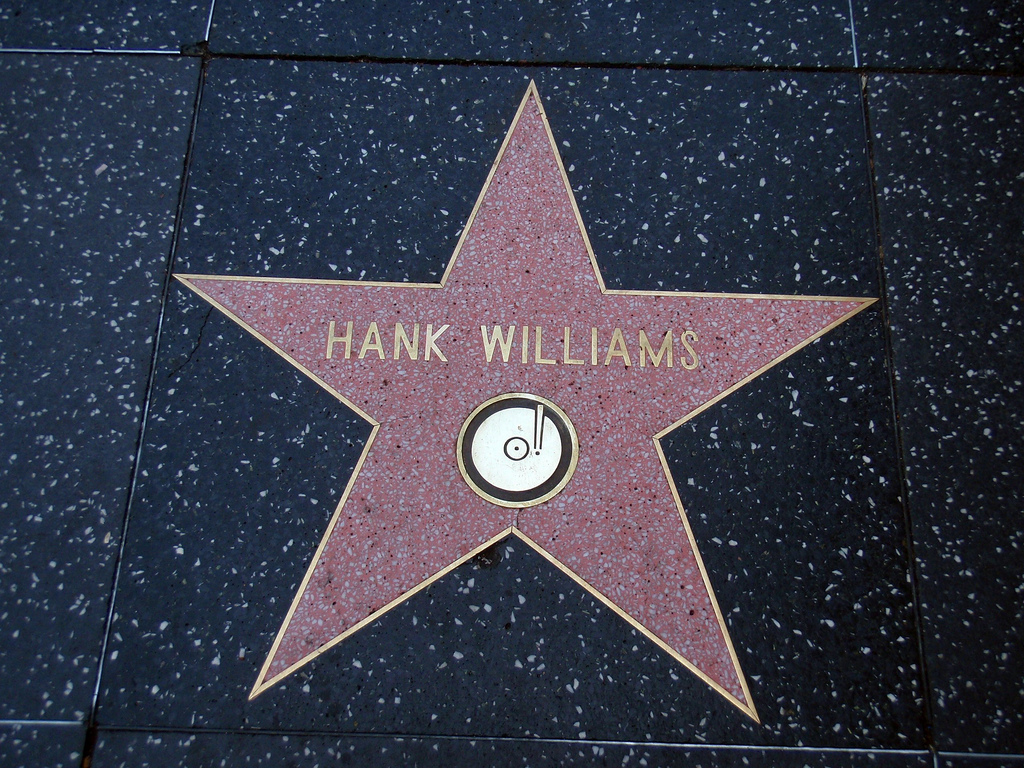
Hollywood Walk of Fame-ster

Williams kreeg tijdens zijn leven tal van onderscheidingen, maar ook postuum. In 1961 werd hij, als een van de eerste drie, opgenomen in de Country Music Hall of Fame. Verder werd hij in 1970 opgenomen in de Nashville Songwriters Hall of Fame, in 1976 in America's Old Time Country Music Hall of Fame en kreeg hij in 2008 een ster in de Music City Walk of Fame in Nashville.

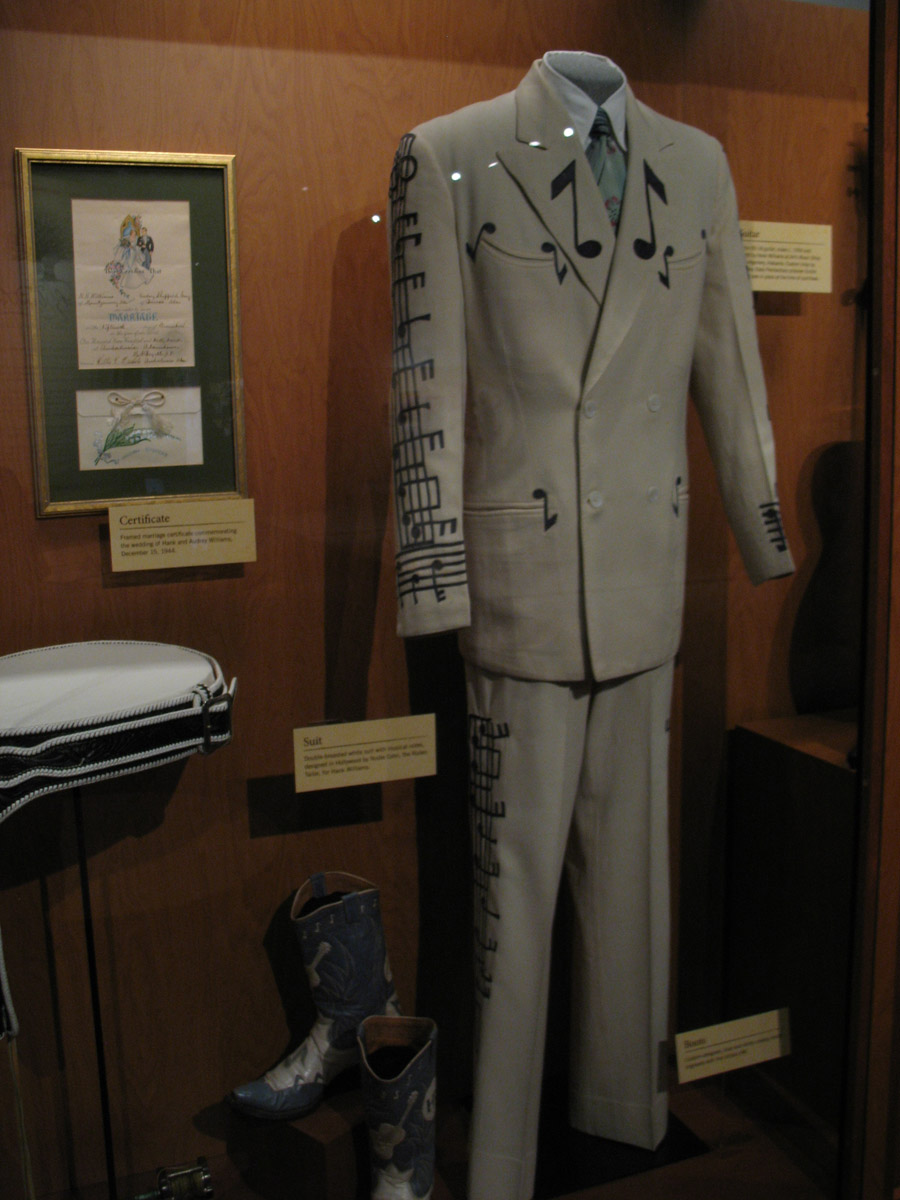
Een Nudie suit van Williams in de Country Music Hall of Fame and Museum in Nashville

Twee liedjes van Hank Williams maken deel uit van The 500 Greatest Songs of All Time van het muziektijdschrift Rolling Stone: "I'm So Lonesome I Could Cry" (nr. 112) en "Your Cheatin' Heart" (nr. 217).

## Grootste hits
Williams heeft elf nummer 1-hits gehad in de Verenigde Staten:
- "Lovesick Blues"
- "Long Gone Lonesome Blues"
- "Why Don't You Love Me?"
- "Moanin' the Blues"
- "Cold, Cold Heart"
- "Hey Good Lookin'"
- "Jambalaya (On the Bayou)"
- "I'll Never Get Out of This World Alive"
- "Kaw-Liga"
- "Your Cheatin' Heart"
- "Take These Chains From My Heart"